# Caccia selvaggia (film)
Caccia selvaggia (Death Hunt) è un film del 1981 diretto da Peter Hunt. Bronson e Marvin tornano qui insieme sedici anni dopo Quella sporca dozzina. Andrew Stevens, Carl Weathers e Angie Dickinson sono i co-protagonisti di questa storia vera di un fuggitivo chiamato il Cacciatore Pazzo e di un feroce assassino che sconvolse il Canada.

## Trama
Nel 1931, un cacciatore solitario americano di nome Albert Johnson arriva in un villaggio dello Yukon e assiste ad un combattimento tra cani; uno dei due animali, un pastore tedesco, è ferito gravemente, interrompe il combattimento e se lo porta via; il proprietario, un altro cacciatore di nome Hazel, protesta con forza, ma John son lo umilia e gli lascia 200 dollari come pagamento. Tuttavia Hazel è furioso per l'umiliaizone e lo smacco. Johnson porta il cane nella sua baita, gli dà il nome Sitka e lo cura fino alla guarigione. Tempo dopo, Hazel va alla baita con i suoi amici per vendicarsi; Johnson li tiene a bada senza troppi danni, ma quando Jimmy Tom spara al cane Sitka e lo uccide, Johnson lo uccide per rappresaglia; a quel punto Hazel e gl altri si ritirano.
Durante una battuta di caccia, Johnson incontra Bill Luce, un altro collega che lo avvisa che la polizia sta venendo a cercarlo; Johnson decide di asserragliarsi nella baita, così la fortifica alla meglio e acquista più di 700 proiettili; avendo pagato con banconote da 100 dollari, qualcuno comincia a credere che lui sia il Cacciatore Pazzo, un presunto serial killer che si suppone abbia ucciso parecchi cacciatori per toglier loro i denti finti d'oro. La diceria si sparge, portando ad una specie di isteria di massa.
Intanto Hazel non ha rinunbciato a vendicarsi, e denuncia Johnson al comando locale della Royal Canadian Mounted Police; il capo del distaccamento è il sergente Edgar Millen, un uomo duro ma in fondo umano; con lui ci sono la sua amante Vanessa McBride, l'esperto battitore "Sundog" Brown e il giovane agente Alvin Adams; Millen intuisce subito che Hazel mente su qualcosa, ma non può ignorare la denuncia; il sergente raduna un gruppo di mountie e cacciatori per arrestare Albert Johnson.
Comunque, arrivato alla baita, Millen si avvicina da solo per parlare con Johnson; gli spiega che ha già intuito come stanno le cose, e se il cacciatore si arrende subito lui lo porterà alla stazione di polizia e la faccenda si chiuderà in poco tempo; ma uno dei cacciatori, troppo impaziente o troppo nervoso, comincia a sparare; nella sparatoria muoiono vari cacciatori, compreso uno che viene ucciso per errore da un amico; il gruppo alla fine attacca la baita con la dinamite, ma Johnson riesce a scappare e mettersi in salvo, uccidendo un mountie. A Millen non resta che mettersi all'inseguimento.
La notizia finisce sui quotidiani nazionali, e si scatena una vera e propria caccia all'uomo, che il governo peggiora mettendo una taglia di 1.000 $ su Albert Johnson; molti cacciatori si uniscono attirati dal denaro. L'inseguimento continua per settimane, a piedi e in slitta; Johnson riesce sempre a stare avanti ai suoi inseguitori; il gruppo principale è composto da Millen, Brown, Adams e Hazel che ha portato i suoi cani da caccia; col tempo Millen matura un grande rispetto per le tattiche astute di Johnson insiemme ad un profondo disprezzo per tutti quelli che si stanno unendo alla ricerca, visti da lui come intrusi. Le autorità sono imbarazzate dalla mancanza di progressi, e incaricano il capitano Hank Tucker, pilota della Royal Canadian Air Force, di cercarlo col suo aereo; Tucker rivela che Johnson ha combattuto nella Grande Guerra, in una unità speciale dell'esercito americano specializzata in raccolta di informazioni.
Nel frattempo Bill Luce uccide due inseguitori e gli strappa i denti d'oro; sembra che sia lui il Cacciatore Pazzo.
Quando Johnson viene raggiunto dai suoi inseguitori, Tucker interviene mitragliando in modo indiscriminato e una raffca colpisce Brown a morte; Millen e Adams aprono il fuoco contro l'aereo e lo danneggiano tanto che si schianta; l'impatto uccide Tucker, e nel frattempo Johnson uccide Hazel per poi scappare. In seguito Luce incontra Johnson e cerca di ucciderlo, probabilmente per la taglia, ma Johnson lo inganna e gli arriva vicino tenendolo sotto la mira del fucile; poco dopo, Millen arriva e vede Johnson, quindi fa fuoco senza pensarci due volte; il colpo prende Johnson in piena faccia rendendolo irriconoscibile; Millen e Adams controllano il corpo,  poi però guardano in alto e vedono sopra un crinale Johnson con addosso i vestiti di Luce, e capiscono che il morto in realtà è Luce con i vestiti di Johnson.
Arrivano altri cacciatori, e Adams sostiene che Millen ha ucciso Johnson; un cacciatore perquisice io corpo e trova i denti d'oro, e tutti concludono dunque che Johnson è il Cacciatore Pazzo e si rallegrano per la sua morte.

## Location
Il film è stato girato in Canada, nella regione dell'Alberta (a Canmore e a Drumheller), e in Nuovo Messico (sulle Sandia Mountains, presso Albuquerque, e nella Foresta Nazionale di Cibola).

## Edizione italiana
Distribuito in Italia nel maggio 1981. Doppiaggio affidato alla D.E.F.I.S.